# عمل صناعي
العمل الصناعي هو العمل في مجال الصناعة، وغالبًا يتم فهمه على أنه التصنيع، ولكنه يمكن أن يحتوي على عمال خدمات ذات صلة، مثل عمال التنظيف والطباخين.
غالبًا ما يتطلب العمل الصناعي مهارات في الحرف اليدوية أو الهندسة التطبيقية.

## حركة العمل الصناعي
تظهر اتحادات نقابات العمال في العمل الصناعي بشكل أكبر عادةً من فروع العمل الأخرى. انظر أيضًا إنشاء النقابات الصناعية والاضطراب الصناعي والإجراء الصناعي.